# Leggogovia pabsgarnoni
Genre
Espèce
Synonymes
- Parogovia pabsgarnoni Legg, 1990

Leggogovia pabsgarnoni, unique représentant du genre Leggogovia, est une espèce d'opilions cyphophthalmes de la famille des Neogoveidae.

## Distribution
Cette espèce est endémique de Sierra Leone.

## Description
Le mâle holotype mesure 1,9 mm et la femelle paratype 1,8 mm.

## Systématique et taxinomie
Cette espèce a été décrite sous le protonyme Parogovia pabsgarnoni par Legg en 1990. Elle est placée dans le genre Leggogovia par Benavides, Hormiga et Giribet en 2019.

## Étymologie
Cette espèce est nommée en l'honneur d'Edward Bandele Pabs-Garnon.
Ce genre est nommé en l'honneur de Gerald F. Legg.

## Publications originales
- Legg, 1990 : « Parogovia pabsgarnoni, sp. n. (Arachnida, Opiliones, Cyphophthalmi) from Sierra Leone, with notes on other African species of Parogovia. » Bulletin of the British Arachnological Society, vol. 8, no 4, p. 113-121 (texte intégral).
- Benavides, Hormiga & Giribet, 2019 : « Phylogeny, evolution and systematic revision of the mite harvestman family Neogoveidae (Opiliones Cyphophthalmi). » Invertebrate Systematics, vol. 33, no 1, p. 101-180.